# 木村光之助
木村 光之助（きむら みつのすけ）は、大相撲の行司の名跡の一つ。当代は3代目。

## 襲名者代々
- 初代（1893年10月15日 - ？）：昭和初期の幕内格行司で高砂部屋所属。1939年現役引退、年寄・17代湊を襲名。1955年1月廃業（または死亡）。本名・苅谷九郎太。
- 2代（1941年2月10日 -2022年1月4日 ）：後の34代式守伊之助。三役格時代の2001年1月場所から2005年11月場所まで名乗った。所属は花籠部屋→放駒部屋→二子山部屋→貴乃花部屋。本名・棚田好男。
- 3代（1975年12月30日 - ）：現在十両格。十両格に昇進した2009年1月に襲名。花籠部屋→峰崎部屋→高田川部屋所属。本名・川原誠。2014年の映画『テルマエ・ロマエII』に行司役で出演している。